# Omerpaša Latas
Omerpaša Latas je roman bosanskohercegovačkog, hrvatskog i srpskog književnika Ive Andrića, objavljen 1977. godine. Opisuje lik i djelo Omerpaše Latasa, za vrijeme njegovog boravka u Bosni, dok je gušio begovske bune protiv sultana.

## O djelu
Roman Omerpaša Latas umnogome je važan za sagledavanje cjelokupne Andrićeve poetike. U njegovom središtu nalazi se lik Omerpaša Latasa – ličkog Srbina Miće Latasa iz Janje Gore, zapamćenog u povijesti kao oholog strahovladara, čije je djelovanje utjecalo ne samo na društvene i povijesne prilike u Bosni nego i na sudbine svih drugih likova u romanu, pa će čitatelj steći utisak da je sve što živi određeno pašinim postojanjem. 
Roman se ne usredotočuje toliko na kronologiju događaja na gušenja bune, koliko na lika Omer-paše i ljudi iz njegovog okruženja (njegovih časnika, supruge, slikara koji ga je naslikao, uredskih i pomoćnih službenika itd.). Ovaj roman se u književnosti karakterizira kao "album ličnosti", s njihovim prošlostima i karakterima, svojstven Andrićevom književnom radu.
Osim osoba iz Omerpašinog okruženja i samog Omerpaše, Andrić u ovom romanu opisuje i način života u Bosni u to doba, u Sarajevu i Travniku, kao i političko stanje u zemlji. Simptomatično je što su priče svih junaka zasnovane na istoj okosnici – gubitku identiteta, a Ivo Andrić je na stranicama ovog romana uspio prikazati svu tragiku urušavanja onih koji su izgubili vlastitu srž.
Roman je objavljen postumno, 1977. godine, na osnovi Andrićevih zapisa koji datiraju od dvadesetak godina prije toga, 1950-ih godina i smatra se nedovršenim djelom. Od prvobitne želje da postane kronika o Sarajevu, postao je roman o jednoj osobi. 
Rukopis ovoga romana ostao je u ostavštini Ive Andrića, ali književnik nije naznačio redoslijed poglavlja, te su priređivači, od zasebnih priča, rukovodeći se kronološkim načelom kada je riječ o povijesnom sloju građe i unutrašnjom logikom psihološkog razvoja likova, sastavili proznu cjelinu. Ovo djelo nije završeno kao roman, ali je cjelovito i zaokruženo kao romansijerska zamisao o gradu koji je, poput Travnika, scena za odigravanje ljudske drame. U jednom od tragičnih trenutaka sarajevske povijesti, grad je Andriću poslužio kao simbolični ukras na kojem će se razvijati album ljudskih sudbina. 
U jednom dijelu ovako rekonstruiranoga romana prati se dolazak Omerpaše u Sarajevo, njegov rad na prenošenju središta moći iz Travnika u Sarajevo i sređivanju prilika u zemlji. Drugi dio predočava njegov intimni život, a u trećem je riječ o konzulu Atanackoviću koji u novu prijestolnicu dolazi u ljeto 1850. godine. 
Priča o Omerpaši, njegovoj obitelji, prijateljima i neprijateljima, čita se kao daleki patinirani album velikog slikara, na kojem su prikazani ljudski odnosi i život u jednom dalekom vremenu.